# Потурин
Потурин (інколи Поторжин, Потурчин, Потурин, пол. Poturzyn) — село у Польщі, у ґміні Телятин Томашівського повіту Люблінського воєводства. Населення — 591 особа (2011).

## Історія
1531 року вперше згадується православна церква в селі.
За даними етнографічної експедиції 1869—1870 років під керівництвом Павла Чубинського, у селі здебільшого проживали греко-католики, усе населення розмовляло українською мовою. 1872 року місцева греко-католицька парафія налічувала 1814 вірян. У другій половині XIX століття в селі зведено православну церкву (нині використовується як склад).
Село постраждало під час боїв Першої світової війни між російською та австро-угорською арміями. Внаслідок бойових дій та російської евакуації влітку 1915 року місцевого українського православного населення вглиб Російської імперії, Потурин був повністю спалений, знищено цукроварню та двір.
За переписом населення Польщі 10 вересня 1921 року в селі налічувалося 136 будинків та 912 мешканців, з них:
- 432 чоловіки та 480 жінок;
- 696 православних, 133 римо-католики, 83 юдеї;
- 667 українців, 185 поляків, 60 євреїв.

У міжвоєнні 1918—1939 роки польська адміністрація в рамках великої акції руйнування українських храмів на Холмщині і Підляшші знищила місцеву православну церкву.
Восени 1939 року, після поразки Польщі і її окупації Німеччиною, у Потурині змогло відновитися українське життя. У селі діяла школа, мова навчання у якій у 1939 році було змінене з польської на українську. Українці посіли посади у волосному і поштовому уряді, відновив роботу відділ «Рідної Хати», діяла українська недільна школа.
У 1943—1944 роках польські шовіністи вбили в селі 28 українців. У серпні 1944 року місцеві мешканці безуспішно зверталися до голови уряду УРСР Микити Хрущова з проханням включити село до складу УРСР, звернення підписало 647 осіб. 26-30 червня 1947 року під час операції «Вісла» польська армія виселила зі села на приєднані до Польщі північно-західні терени 6 українців. У селі залишилося 117 поляків.
У 1975—1998 роках село належало до Замойського воєводства.

## Населення
Демографічна структура станом на 31 березня 2011 року:
|          | Загалом | Допрацездатний вік | Працездатний вік | Постпрацездатний вік |
| -------- | ------- | ------------------ | ---------------- | -------------------- |
| Чоловіки | 298     | 53                 | 210              | 35                   |
| Жінки    | 293     | 52                 | 172              | 69                   |
| Разом    | 591     | 105                | 382              | 104                  |

## Особистості

### Народилися
- Степан Бойко (1901—1930) — український комуністичний діяч.
- Анатолій Занько (1885—1948) — український радянський фахівець у галузі металургії та аналітичної хімії[14].
- Лідія Криницька (1898—1966) — українська радянська актриса, читець, театральний педагог.
- Олег Мазурок (нар. 1937) — український історик.